# Bukieciarstwo

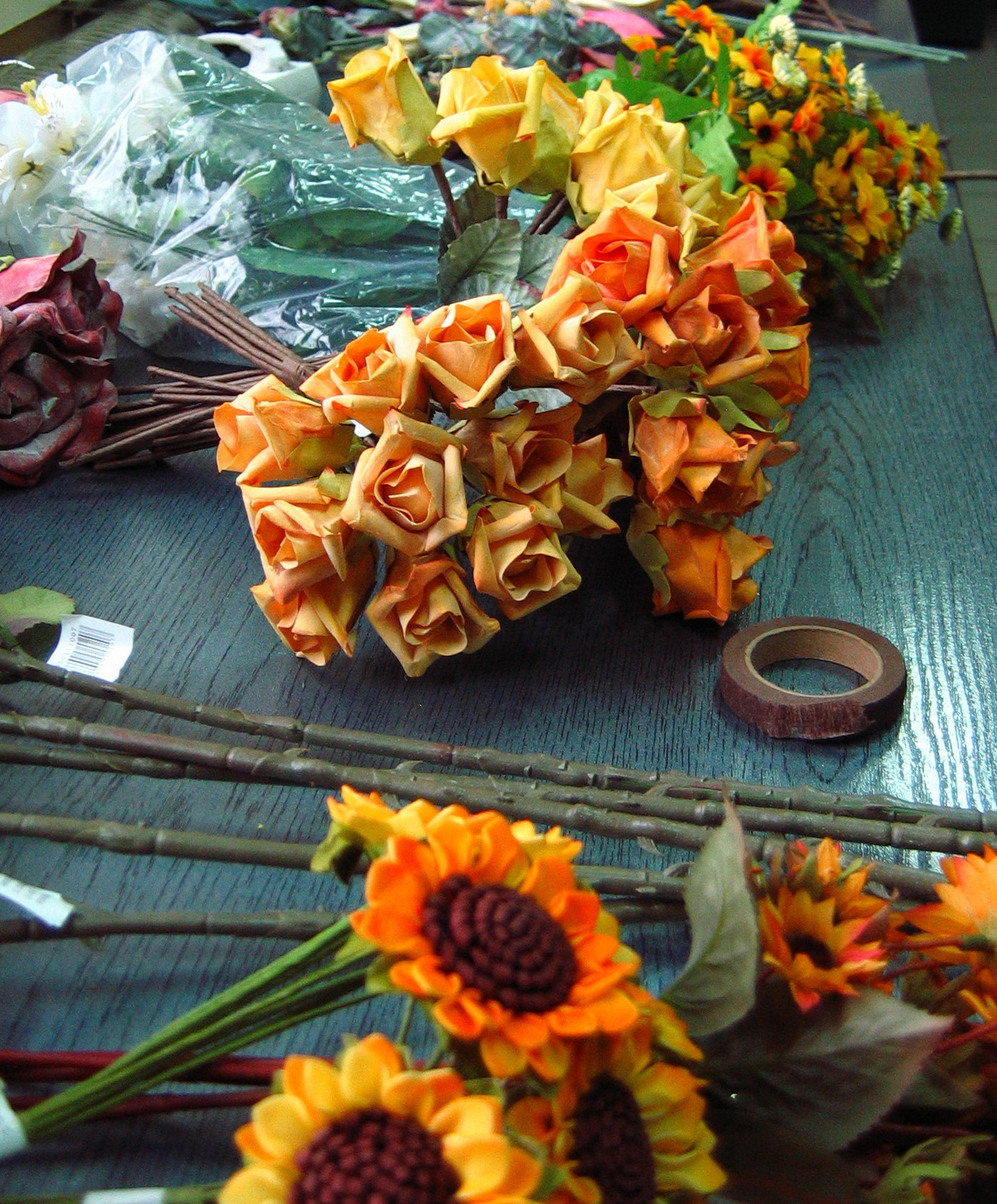
Materiały florystyczne

Bukieciarstwo, florystyka – sztuka układania kwiatów i innych elementów roślinnych w różnorodne kompozycje (bukiety, wiązanki, wieńce, girlandy, stroiki itp.). Tradycyjnie sztuka ta określana była mianem bukieciarstwa, a specjalistę układającym kompozycje roślinne zwano bukieciarzem. Współcześnie coraz częściej stosowane są określenia „florystyka” i „florysta”, preferowane ze względu na międzynarodową terminologię zawodową. Kompozycje kwiatowe mają różne przeznaczenie, zmieniają się wraz z modą, przyjmowanymi zasadami kompozycji, dostępnością materiałów i upodobaniami odbiorców. Łączą je walory artystyczne, oddziaływanie na estetykę otoczenia i psychikę odbiorców, czasem też symbolika (np. tzw. język kwiatów).
Sztuka układania kwiatów znana jest od starożytności, rozwijała się w dwóch kierunkach – dekoracyjnym (głównie w Europie) i symbolicznym (głównie w Azji, a zwłaszcza w Japonii, tzw. ikebana – znana od II wieku).